# Синклер, Сантьяго
Сантьяго Синклер Ойанедер (исп. Santiago Sinclair Oyaneder; 29 декабря 1927, Сантьяго) — чилийский военачальник, член правительственной хунты генерала Пиночета в 1988—1990 годах. Участник карательных операций военного режима. Сенатор Чили в 1990—1998.

## Военная служба. Карательные акции
В 1941 году поступил в военное училище. С 1948 служил в чилийской армии. В 1967 был военным наблюдателем на Суэцком канале. В 1973 назначен заместителем директора Военной академии и командиром бронетанкового полка.
Сантьяго Синклер поддержал военный переворот 11 сентября 1973. Под его командованием в районе Вальдивии действовал карательный полк. Предполагается, что при участии Синклера 9-10 октября 1973 года были убиты 32 жителя двух деревень, считавшиеся враждебными военному режиму.

## Членство в правительственной хунте
В период правления Аугусто Пиночета Сантьяго Синклер занимал различные военные и правительственные должности. Был военным атташе Чили в Южной Корее и государственным министром. В 1985—1989 — заместитель главнокомандующего сухопутными войсками генерала Пиночета.
29 ноября 1988 года Сатьяго Синклер вошёл в состав правительственной хунты как представитель сухопутных войск (сменил Умберто Гордона). Оставался членом хунты до 2 января 1990. Сантьяго Синклер — один из трёх членов Правительственной хунты Чили (наряду с генералом Хорхе Лукаром и адмиралом Хорхе Мартинесом Бушем), вошедших в её состав после октябрьского референдума 1988 года, обозначившего скорое упразднение военного режима.

## Обвинение в убийствах боевиков. Верность Пиночету
После перехода к гражданскому правлению 11 марта 1990 года Сантьяго Синклер, как бывший заместитель главнокомандующего, был кооптирован в сенат Чили. Состоял в комитетах по обороне и сельскому хозяйству. После 1998 отошёл от активной политики.
В июле 2008 года Синклеру было предъявлено обвинение в убийстве пятерых активистов Патриотического фронта имени Мануэля Родригеса — прокоммунистической подпольной организации, которая вела вооружённую борьбу с режимом Пиночета.
Сантьяго Синклер не принадлежал к высшему руководству военного режима. Однако он проявлял подчёркнутую верность Пиночету и жёсткость в борьбе с оппозицией. Для характеристики политической позиции Синклера обычно приводится фраза, сказанная им в разговоре с Пиночетом ночью 5 октября 1988 (дата общенационального референдума, отказавшего Пиночету в продлении полномочий): Mi general, su Ejército está listo, para lo que usted lo necesite — Мой генерал, ваша армия готова на всё, что вам нужно.